# Belizes damlandslag i fotboll
Belizes damlandslag i fotboll representerar Belize i fotboll på damsidan. Dess förbund är Football Federation of Belize (Belizes fotbollsförbund).